# فيليبي باردي
فيليبي باردي دوس سانتوس (ولد في 8 أكتوبر 1998 في أمريكانا) هو عداء برازيلي في سباقات المضمار والميدان. ركز سانتوس على سباق 200 متر والقفز الطويل في مسيرته الشبابية. احتل المركز الرابع في القفز الطويل في بطولة البرازيل تحت 18 سنة 2014 وتحسن إلى المركز الثاني في العام التالي. وصل إلى منصة التتويج في سباقي 100 متر و200 متر في بطولة البرازيل تحت 20 سنة 2016، مما أكسبه مكانًا في فريق التتابع 4 × 100 متر للبرازيل في بطولة العالم تحت 20 سنة 2016 للاتحاد الدولي لألعاب القوى. كما ظهر سانتوس لأول مرة في بطولة البرازيل لألعاب القوى في ذلك العام، ووصل إلى نصف نهائي سباق 100 متر.